# Leuctra malcor
Leuctra malcor är en bäcksländeart som beskrevs av Murányi 2007. Leuctra malcor ingår i släktet Leuctra och familjen smalbäcksländor. Inga underarter finns listade i Catalogue of Life.